# Linje 11 (Pekings tunnelbana)
Linje 11 (北京地铁11号线; Běijīng dìtiě shíyī hào xiàn) är en framtida planerad linje i Pekings tunnelbana. Linje 11 är planerad att öppna 2021. Linje 11 planeras att trafikera stationenerna Peking i öst- västlig riktning från Moshikou väster om västra Femte ringvägen vidare mot söder och öster förbi Pekings västra järnvägsstation vidare mot öster till Wufangqiao East vid östra Femte ringvägen. Linje 11 kommer att trafikera 4 stationer 2023.

## Lista över stationer
- ?  Moshikou (模式口)[4]
- ?  Jin'anqiao (金安桥)
- ?  Beixin'an (北辛安)
- ?  Xinshougang (Shougang Park) (新首钢)